# Asilus tatius
Asilus tatius là một loài ruồi trong họ Asilidae. Asilus tatius được Walker miêu tả năm 1851. Loài này phân bố ở vùng Tân nhiệt đới.